# Инженер
Инженер (на френски: Ingénieur; на английски: Engineer) е технически специалист с висше образование. Думата „инженер“ произлиза от латинските корени ingeniare („измислям, изобретявам“) и ingenium („интелигентност, умение“). Присъжданите на инженерите научни степени могат да бъдат: бакалавър, магистър на техническите науки (м.т.н.), кандидат на техническите науки (к.т.н.), която сега съответства на доктор, доктор на техническите науки (д.т.н.).
Инженерът е човек, занимаващ се професионално с инженерни науки, прилагайки знания в сферата на науката и математиката и демонстрирайки изобретателност с цел решаване на технически проблеми. Инженерите проектират материали, структури и системи, вземайки предвид ограничаващите ги практичност, безопасност и цена. Работата на инженерите свързва научните открития с приложението им за човешките нужди.

## Етика
Инженерите имат задължения към обществото, своите клиенти, работодателите и към самата професия. Много инженерни общества в САЩ имат създадени правила за професионална етика, които да напътстват членовете им и да информират обществото като цяло. Всяко такова инженерно общество има свои правила, които членовете му се заклеват да следват.
Някои специалисти, завършили курс по инженерни програми в Северна Америка, могат да бъдат разпознати по т.нар. „железен пръстен“ или „пръстена на инженера“ – пръстен, направен от стомана, който се поставя на кутрето на доминиращата ръка. Тази традиция започва през 1925 г. в Канада с Ритуала за посвещаване на инженера, в който пръстенът е символ, напомнящ на инженера за задълженията му към професията. През 1972 г. ритуала започват да следват и няколко колежи в САЩ, включително и колежи, членуващи в Ордена на инженерите.

## Образование
Повечето инженерни програми се фокусират върху предмети по определена инженерна специалност, успоредно с курсове по математика и физика. Множество програми включват и курсове по общо инженерство. Курсът по дизайн, понякога заедно с компютърни или лабораторни упражнения, е част от повечето учебни програми. Често са нужни и общи курсове, индиректно свързани с инженерството, например по социални или хуманитарни науки.
Практиката е изключително важна за позициите във факултетите по инженерство и някои програми за изследване и развитие, но в повечето случаи не се изисква за започване на работа. Много опитни инженери получават дипломи по инженерна или бизнес администрация, за да разучат нови технологии или да разширят своето образование.
Към 2022 г. тридесет и две страни в Европа (включително почти всичките 27 държави от ЕС) вече признават званието „Европейски инженер“, която позволява изписване на званието „EUR ING“ (винаги изцяло с главни букви) пред името на носителя му. Всяка страна сама определя своите точни изисквания за квалифицирано използване на званието (въпреки че всички те са общо взето еквивалентни). Притежаването на необходимата квалификация не дава автоматично право за използването му. За званието трябва да се кандидатства (и да бъде платена съответната такса). Притежателят му има право да го използва в паспорта си. Всеки EUR ING има правото да се опише като „професионално квалифицирани инженер“ и да практикува като такъв във всяка от 32-те участващи страни, включително тези, в които званието инженер е регулирано от закона.

## Наредби
В много държави задачите на инженерите като проектиране на мостове, електроцентрали, индустриално оборудване, проектиране на машини, трябва да бъдат одобрени от професионален инженер. Най-често наричано „професионален инженер“ е разрешението да практикуваш, което се среща като абревиатурите РЕ или Р.Eng. Те са често срещани в Северна Америка и Европа.
В САЩ разрешение може да бъде получено чрез преминаване през обучение, предварителен изпит, изпит и инженерен опит (обикновено над 5 години).
В България Камарата на инженерите в инвестиционното проектиране (КИИП) е национална организация на инженерите от всички специалности, осъществяващи инвестиционно и устройствено проектиране. Само членове на КИИП имат право да изготвят, подписват и подпечатват проекти. В зависимост от стажа като инженер-проектант, те придобиват ограничена или пълна проектантска правоспособност.
Организационната структура на КИИП се състои от регионални колегии и професионални секции (секции по специалности). Членовете на КИИП сами определят в коя секция да участват, съобразно квалификацията си и областта, в която работят.
Професионалните секции са:
- Конструкции на сгради и съоръжения;
- Транспортно строителство и транспортни съоръжения;
- Водно строителство;
- Геодезия, приложна геодезия;
- Минно дело, геология и екология;
- Електротехника, автоматика, съобщителна техника;
- Отоплителна, вентилационна, климатична и хладилна техника, топло и газоснабдяване;
- Технологии.

## Възприемане
Възприемането на инженерството варира в различните страни и континенти. В САЩ, Европа, Азия, Латинска Америка и Канада професията на инженерите се цени високо.
Обществото на инженерите разкри, че инженерството е третата най-почитана професия, след тези на лекарите и на фармацевтите. В Индия, Русия, Близкия изток, Африка и Китай инженерните специалности са сред най-търсените бакалавърски курсове и конкуренцията при приемните изпити в тях е силна. В Египет образователната система прави инженерството втората най-уважавана професия в страната (след медицината).